# Красновосходский сельсовет
Красновосходский сельсовет — муниципальное образование в Иглинском районе Башкортостана.

## История
Согласно «Закону о границах, статусе и административных центрах муниципальных образований в Республике Башкортостан» имеет статус сельского поселения.

## Население
| 2002  | 2009  | 2010  | 2012  | 2013  | 2014  | 2015  |
| ----- | ----- | ----- | ----- | ----- | ----- | ----- |
| 2496  | ↗2578 | ↘2480 | ↘2419 | ↘2402 | ↘2354 | ↘2300 |
| 2016  | 2017  | 2018  |       |       |       |       |
| ↗2307 | ↘2263 | ↘2228 |       |       |       |       |

## Состав сельского поселения
| №  | Населённый пункт  | Тип населённого пункта       | Население |
| -- | ----------------- | ---------------------------- | --------- |
| 1  | Красный Восход    | село, административный центр | ↘842      |
| 2  | Казаяк            | село                         | ↗878      |
| 3  | Михайловка        | деревня                      | ↘211      |
| 4  | Ашинский          | деревня                      | ↘121      |
| 5  | Тюлько-Тамак      | деревня                      | ↘101      |
| 6  | Орловка           | деревня                      | ↘90       |
| 7  | Красный Яр        | деревня                      | ↘66       |
| 8  | Казаяк-Хуснуллино | деревня                      | →53       |
| 9  | Новобакаево       | деревня                      | ↘38       |
| 10 | Устюговка         | деревня                      | ↘38       |
| 11 | Рассвет           | деревня                      | ↘14       |
| 12 | Чёрный Ключ       | деревня                      | ↘14       |
| 13 | Весёлый           | деревня                      | ↗12       |
| 14 | Малая Ашинка      | деревня                      | ↘2        |